# 稲垣長明
稲垣 長明（いながき ながあき（ながあきら））は、志摩鳥羽藩の第6代藩主。鳥羽藩稲垣家10代。

## 生涯
文政13年（1830年）5月12日、第5代藩主稲垣長剛の長男として鳥羽城で生まれる。天保13年（1842年）5月11日、父の隠居により家督を継いだ。嘉永6年（1853年）のペリー来航により、幕命で鳥羽沿岸の警備を務め、同時に軍備も増強した。しかし大地震や安楽島大火、大津波による被害をたびたび受けて藩財政は悪化し、8万2500両の借金を作り上げた。この窮境を打開するため、安政4年（1857年）には財政白書を出して財政の状況を領民に教えて協力を求めている。
幕末期では佐幕派として行動し、元治元年（1864年）の禁門の変では京都に出兵して油小路門の守備を務めた。慶応2年（1866年）の第2次長州征伐にも参加するために大坂に出征するが、間もなく病に倒れ、また第14代将軍徳川家茂が死去して長州征伐が中止されたため、長明も鳥羽に帰国するが、9月29日に死去した。享年37。跡を長男の長行が継いだ。

## 系譜
父母
- 稲垣長剛（父）

正室
- 万寿 ー 榊原政養の娘

子女
- 稲垣長行（長男）生母は万寿（正室）
- 稲垣長敬（次男）
- 稲垣長完（三男）
- 稲垣富三郎
- 大久保忠順継室
- 蒔田広孝継室